# فهرست سفیران ایران در اردن
سفارت ایران در اردن هاشمی اسفند ماه ۱۳۲۹ تأسیس و زین‌العابدین خاکسار تا فروردین ماه ۱۳۳۴ وزیرمختار بود.

## پهلوی
- زین‌العابدین خاکسار (وزیرمختار) اسفند ۱۳۲۹ - فروردین ۱۳۳۴
- کاظم نیامیر
- سرتیپ منصور قدر، سفیر از ۱۳۴۶ تا ۱۳۵۲
- فریدون موثقی، سفیر از مرداد ۱۳۵۲ تا فروردین ۱۳۵۷
- محمد نورشرف، کاردار موقت از فروردین ۱۳۵۷ تا آبان ۱۳۵۷
- علیرضا بیات، سفیر از آبان ۱۳۵۷ تا اسفند ۱۳۵۷

## جمهوری اسلامی
- حمزه اخوان تقوی مرداد ۱۳۵۸[۱] تا ؟

محمدحسن تبرائیان (سرپرست دفتر حفاظت منافع)
حسن لورائی‌نژاد (سرپرست دفتر حفاظت منافع از ۱۰ شهریور ۱۳۶۰ تا ۱۸ مهر ۱۳۶۳)
محمدباقر زنگنه (سرپرست دفتر حفاظت منافع)
- حسین نراقیان (۱۳۶۹ - ۱۳۷۲)
- نصرت‌الله تاجیک ( - ۱۳۸۵)
- ناصر کنعانی ۱۳۸۶-۱۳۸۹
- احمد دستمالچیان
- محمدعلی سبحانی
- محمد ایرانی
- مصطفی مصلح‌زاده اسفند ۱۳۸۸ - ۱۳۹۲
- مجتبی فردوسی‌پور مرداد ۱۳۹۳ - اسفند ۱۳۹۷
- سید اسماعیل یاسینی[۲] (کاردار موقت) اسفند ۱۳۹۷ - ۱۳۹۸
- کارنگ غفاری[۳] (مسئول موقت) ۱۳۹۸ - ۱۴۰۰
- علی‌اصغر ناصری[۴] (مسئول موقت) ۱۴۰۰ تاکنون